# شو كون
شو كون (بالصينية: 徐坤) هي كاتِبة صينية، ولدت في 5 مارس 1965.